# Hilda Ross
Pour les articles homonymes, voir Ross.
Grace Hilda Cuthbertha Ross, née Dixon le 6 juillet 1883 à Auckland (Nouvelle-Zélande) et morte le 6 mars 1959 à Hamilton (Nouvelle-Zélande), connue sous le nom de Hilda Ross, est une femme politique néo-zélandaise membre du Parti national et députée de 1945 à 1959.

## Biographie
Elle est la fille d'Adam Nixon — un pompier devenu ingénieur de marine — et de Zillah Johnson. Sa famille vit à Sydney et à Auckland, villes où elle étudie. Elle suit une formation de professeure de musique et dirige ensuite la Hamilton City Choral Operatic Society.
En 1904, elle épouse à Auckland Harry Campbell Manchester Ross (mort en 1940). Il fonde une entreprise d'ameublement, « Barton and Ross ». Le couple a quatre fils, dont deux meurent en bas âge. Des jumeaux naissent en effet en 1907 mais ne survivent que quelques jours ; ils sont baptisés Allan et Richard. Leurs deux autres fils se prénomment Norman et Colin.

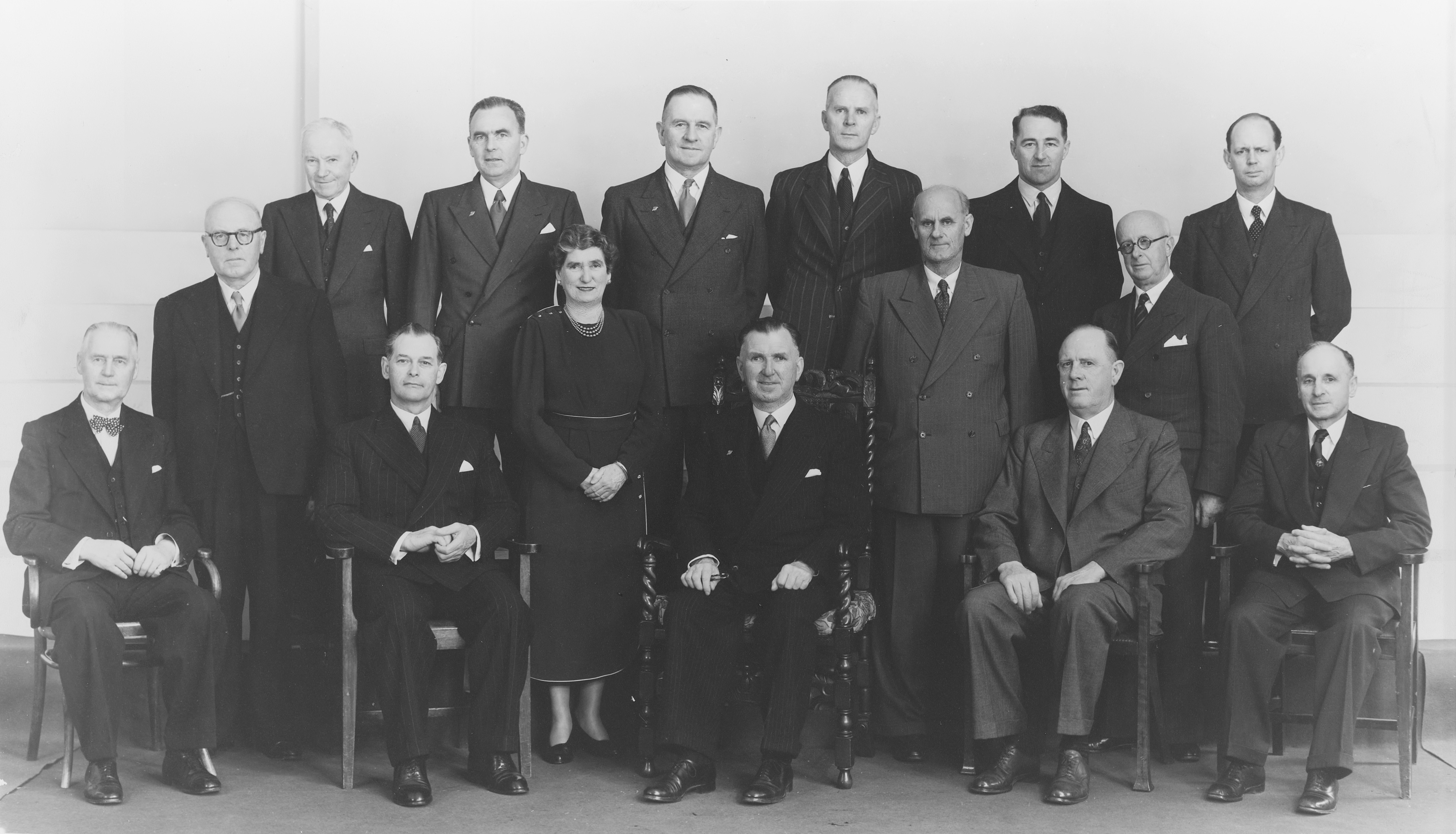
Photographie du gouvernement néo-zélandais en 1951, dont Hilda Ross est la seule femme.

En 1941, elle est élue au conseil d'administration de l'hôpital de Waikato et en 1944 au conseil d'arrondissement de Hamilton. Elle devient adjointe au maire de Hamilton en 1945. Après la mort du député Frank Findlay (en), elle remporte l'élection partielle de 1945 pour représenter la circonscription de Hamilton, mandat qu'elle détient jusqu'à sa mort, quatorze ans plus tard. Elle occupe aussi plusieurs fonctions au sein du gouvernement : elle est ainsi membre du Conseil exécutif (1949-1957), ministre du Bien-être des femmes et des enfants (1949-1957), ministre de la Protection de l'enfance (1954-1957) et ministre de la Sécurité sociale (1957). Elle est la deuxième femme du pays à accéder à des fonctions ministérielles après Mabel Howard.
Elle meurt en 1959, à Hamilton.

## Décoration
- Dame commandeur de l'ordre de l'Empire britannique (1956)[4],[10].

## Hommage
- Une statue de Hilda Ross est élevée à Hamilton en 2020[11],[12].